# Coussegrey
Coussegrey település Franciaországban, Aube megyében. Lakosainak száma 190 fő (2022. január 1.). Coussegrey Bernon, Chaserey, Chesley, Lignières, Prusy, Vanlay, Mélisey és Molosmes községekkel határos.

## Népesség
A település népessége az elmúlt években az alábbi módon változott:
| Lakosok száma | 228  | 194  | 195  | 175  | 159  | 191  | 190  | 184  | 178  | 190  |
|               | 1968 | 1982 | 1999 | 2006 | 2011 | 2015 | 2017 | 2018 | 2020 | 2022 |